# 深澤翔祐
深澤 翔祐（ふかさわ しょうすけ、1998年9月16日 - ）は、ジャパンラグビーリーグワンレッドハリケーンズ大阪に所属するラグビー選手。

## プロフィール
- 神奈川県出身[1]。
- ポジションはプロップ(PR)。
- 身長 175 cm、体重 115 kg
- 愛称はしょうすけ。

## 略歴
2017年、深谷高校卒業後、東洋大学に入学。
2020年、東洋大学ラグビー部の副将に就任。
2021年、東洋大学卒業後、NTTドコモレッドハリケーンズ(現・レッドハリケーンズ大阪)に加入。
2022年12月17日に行われたJAPAN RUGBY LEAGUE ONE第1節九州電力キューデンヴォルテクス戦にて途中出場でリーグワン公式戦初出場を果たした。